# Labirintosi
La labirintosi è una patologia cronica degenerativa dell'orecchio di tipo non infiammatorio, che può causare una degradazione graduale dell'apparato uditivo stesso.

## Tipologia
Si suddivide in due categorie: le labirintosi primitive, che non trovano fattori eziologici in nessun'altra malattia degenerativa, e le forme di labirintosi secondarie, che hanno origine da altre patologie di tipo non infiammatorio che interessano l'orecchio.

### Forme primitive
Tra le primitive si possono distinguere delle labirintosi ereditarie che insorgono principalmente in età fetale o infantile, che sono anche causa di sordomutismo, in cui il fattore ereditario sembrerebbe essere la bassa resistenza dei tessuti interessati alle patologie degenerative.
Inoltre in letteratura si sta cercando di differenziare e individuare anche la labirintosi da senescenza che nasce in tarda età.

### Forme secondarie
Alcune forme di questa patologia possono provenire da cause vascolari (labirintosi di origine circolatoria): questo tipo insorge soprattutto in soggetti adulti e può trovare causa in trombosi o emorragie (in quel caso la lesione è permanente ed i sintomi improvvisi e violenti, tra cui anacusia, che anch'essa permane, ed acufeni di una certa entità, i quali insieme alle forti vertigini scemano col passare del tempo), o in angiospasmi (in questo caso la lesione ed i sintomi, attenuati rispetto all'altra forma, sono temporanei).
Inoltre esistono le labirintosi professionali che si manifestano in alcuni ambienti lavorativi particolarmente rumorosi.
Un'altra forma di labirintosi è quella di tipo tossico, caratterizzata da ipoacusia graduale e senza altri fattori che la giustifichino; esse sono causate da fattori intossicanti come alcool, tabagismo, piombo, arsenico, etc  anche contenuti in alcune categorie di farmaci, il relativo meccanismo d'azione fisiopatologico non è chiaro.

## Terapia
La terapia cambia a seconda della forma, per quelle professionali occorre allontanarsi dall'agente che ha causato la degenerazione in quelle da senescenza il trattamento è farmacologico.